# Bronz inkakolibri
A bronz inkakolibri (Coeligena coeligena) a madarak osztályának sarlósfecske-alakúak (Apodiformes) rendjébe és a kolibrifélék (Trochilidae) családjába tartozó faj.

## Rendszerezése
A fajt René Primevère Lesson francia ornitológus írta le 1833-ban, az Ornismya nembe Ornismya coeligena néven.

## Alfajai
- Coeligena coeligena boliviana (Gould, 1861)
- Coeligena coeligena coeligena (Lesson, 1833)
- Coeligena coeligena columbiana (Elliot, 1876)
- Coeligenacoeligena ferruginea (Chapman, 1917)
- Coeligena coeligena obscura (Berlepsch & Stolzmann, 1902)
- Coeligena coeligena zuliana W. H. Phelps & W. H. Phelps Jr, 1953[2]

## Előfordulása
Az Andok hegységben, Bolívia, Kolumbia, Ecuador, Peru és Venezuela területén honos. A természetes élőhelye a szubtrópusi vagy trópusi hegyi esőerdők és ültetvények. Állandó, nem vonuló faj.

## Megjelenése
Testhossza 14 centiméter, testtömege 8,6 gramm.

## Életmódja
Nektárral táplálkozik.

## Szaporodása
Csésze alakú fészket készít.